# موريس أودان
موريس أودان (14 فبراير 1932 - ح. 21 يونيو 1957) هو رياضياتي فرنسي ومناضل شيوعي، ومؤيد من أجل استقلال الجزائر ضد الاستعمار، فقد أثره بعد اعتقله في 11 يونيو 1957 من قبل الجيش الفرنسي الذي أدعى هروبه تلك الفترة، أصبح رمزًا للمناضلين في القضية الجزائرية خلال الثورة الجزائرية. في عام 2013 اعترف الجنرال الفرنسي بول أوسارس أنه أعطى الأمر بقتل اودان طعناً بالسكين لخلق الاعتقاد أن جريمة قتله تمت من قبل عرب جزائريون، وكان أول اعتراف رسمي من جانب فرنسا بإغتياله أثناء احتجازه، قد تم في عام 2014 من قبل الرئيس فرانسوا هولاند دون الكشف عن الوثائق التي تؤكد ذلك، في عام 2018 اعترف الرئيس إيمانويل ماكرون رسميًا بمسؤوليات الدولة الفرنسية والجيش الفرنسي في وفاته تحت تعذيب خلال فترة الاحتلال الفرنسي للجزائر.

## نشأته
وُلد موريس أودان بباجة التونسية في 1932/02/14 أب لثلاثة أطفال كان يدرس الرياضيات بجامعة الجزائر، ناضل في الحزب الشيوعي الجزائري من أجل تحرير الجزائر، وفي ليلة توقيفه نفسها في 11 حزيران (جوان) 1957، حوّل إلى فيلا في أعالي الأبيار (بالعاصمة) للاستنطاق.

## قضية موريس أودان
كشفت التحقيقات أن موريس اودان مدفون في مقبرة بن صالح واد العلايق بالبليدة، لكن بقي لغز اختفاء موريس أودان مجهولا وطفى على الساحة الإعلامية الجزائرية والفرنسية لمدة 57 سنة منذ 1957 
في 11 جوان 1957 قامت الأجهزة الفرنسية باقتياد موريس اودان ليلا من منزله بتهمة إيواء عناصر ناشطة في الحزب الشيوعي الجزائري. وفي تقرير صادر عن الجيش الفرنسي بتاريخ 24 حزيران (جوان) 1957 يعلن عن «فرار» موريس اودان المقبوض عليه أثناء نقله لاستجوابه في صباح 22 جوان 1957، ومنذ ذلك التاريخ لم يظهر لموريس أودان أي اثر.
يعتبر هذا التاريخ آخر خبر عنه تتلقاه عائلته. وفي فرنسا، بعد 1962، شكلت قضية موريس أودان أحد البراهين التي تتهم الجيش الفرنسي بالقيام بأعمال تخترق الإتفاقيات الدولية حتى مع رعاياها.
تحول موريس أودان رمزًا للمجاهدين والمناضلين في القضية الجزائرية الذين تم تعذيبهم للحصول على معلومات أو لدفعهم لنكران القضية الجزائرية والانضمام عنوة للجانب الفرنسي.

## كتب ومطبوعات
طبع كتاب تحت عنوان «السؤال» لهنري علاق وهو مناضل شيوعي ومدير سابق لجريدة ألجي ريبيبليكان، وكتاب «قضية أودان» لبيير فيدال-نوكيه مؤرخ ومناضل شيوعي من أجل استقلال الجزائر.
أما الجيش الفرنسي فقد استمسك مدة أكثر من خمسين سنة بفكرة الفرار في كتابه «الحقيقة فيما يخص موت موريس أودان» دار النشر إكواتور 2014. يعطي المؤلف جون شارل دينيو تفاصيل أخرى لحظات حياة الرجل مستندا على اعترافات الجنرال بول اسواريس قبل وفاته، يشرح الكاتب ان الجنرال ماسو هو الذي أعطى الأمر لرجاله بقتل موريس اودان ليجعل منه عبرة، جاء الأمر من ماسو إلى أوسواريس لأخذ اودان على العاصمة ليلا وقتله بالسلاح الأبيض ودفنه في مكان مجهول، وحسب اعترافات اوسواريس جثة أودان موجودة في مكان بين زرالدة والقليعة.